# Шепелев, Алексей Лаврентьевич
Алексей Лаврентьевич Шепелев (12 декабря 1906, Ростов-на-Дону, область Войска Донского — 1973, Сухуми) — советский военачальник, автор мемуаров «В небе и на земле».

## Биография
Родился 12 декабря 1906 года в г. Ростов-на-Дону. С 1914 года жил с родителями в Баку. С 1921 года работал в нефтеразведке.

На военной службе с декабря 1930 года по 4 августа 1952 года. Окончил 2-ю объединённую школу летчиков и авиатехников в Вольске (1932). Генерал-майор инженерно-авиационной службы (01.07.1945). Член ВКП(б)/КПСС с 1931 года.
Участник Великой Отечественной войны с 22 июня 1941 года. Инженер-полковник — главный инженер ВВС ЛВО. Главный инженер 17 ВА 3 УкрФ.
После войны служил в ВВС Южной группы войск, в Одессе, в ВВС Воронежского военного округа.
С 1952 года в отставке.
Умер в Сухуми в 1973 г.

## Награды
- Орден Отечественной войны I степени (22.03.1944)
- Орден Красного Знамени (31.08.1944).
- Орден Богдана Хмельницкого II степени (12.09.1944).
- Медаль «За оборону Ленинграда»
- Орден Отечественной войны II степени (22.02.1943).
- Орден Красной Звезды (06.05.1946).

## Сочинения
- В небе и на земле / Ген.-майор инж.-техн. службы А. Л. Шепелев. — Москва : Воениздат, 1974. — 240 с., 4 л. ил.; 20 см. — (Военные мемуары). Тираж: 65000 экз.